# Boscaglia e macchia di Acacia-Commiphora somala
La boscaglia e macchia di Acacia-Commiphora somala è un'ecoregione dell'ecozona afrotropicale, definita dal WWF (codice ecoregione: AT0715), che si estende attraverso Kenya, Somalia, Etiopia, Eritrea e Sudan. È inclusa nella lista Global 200 con il nome di savane di acacia del Corno d'Africa.

## Territorio
È un'ecoregione di savana che occupa 1.053.300 chilometri quadrati nel corno d'Africa. Occupa gran parte del territorio della Somalia, nonché il nord-est del Kenya e l'est dell'Etiopia, e comprende sia la regione orientale dell'acrocoro etiopico che il fondo della Rift Valley. Una stretta frangia si prolunga dal nord dell'Etiopia, attraverso l'Eritrea, fino al sud-est del Sudan.
Confina a nord con le praterie e macchie xerofile dell'Etiopia, a nord-est con le boscaglie xerofile montane della Somalia, a est con le praterie e macchie di Hobyo, a sud con la foresta costiera a mosaico di Zanzibar-Inhambane settentrionale e le mangrovie dell'Africa orientale, a sud-ovest con la boscaglia e macchia di Acacia-Commiphora settentrionale e le praterie e macchie xerofile masai, e a ovest con il mosaico di foresta e savana del bacino del lago Vittoria e le foreste montane dell'Etiopia.

## Flora
Come indica il nome, le specie di albero più frequenti della regione appartengono ai generi decidui Acacia e Commiphora. Il sottobosco è costituito da erbe e arbusti che non raggiungono il metro di altezza, come Acalypha, Barleria ed Aerva. Alle quote inferiori, dove l'apporto delle precipitazioni è meno consistente, la vegetazione assume l'aspetto di una boscaglia semi-desertica. In queste aree ad Acacia e Commiphora si associano Euphorbia e Aloe, nonché specie erbacee quali Dactyloctenium aegyptium e Panicum turgidum. Tra le sempreverdi, i generi più rappresentati sono Boscia, Dobera, Salvadora, Grewia e Cadaba. Sono presenti anche Crotalaria e Indigofera. L'aspetto uniforme di questa vegetazione nasconde una considerevole diversità nella composizione floristica. In passato attorno alle basi degli inselberg e lungo i corsi d'acqua permanenti cresceva una vegetazione di tipo forestale, ma è stata in gran parte distrutta dalle attività umane.

## Fauna

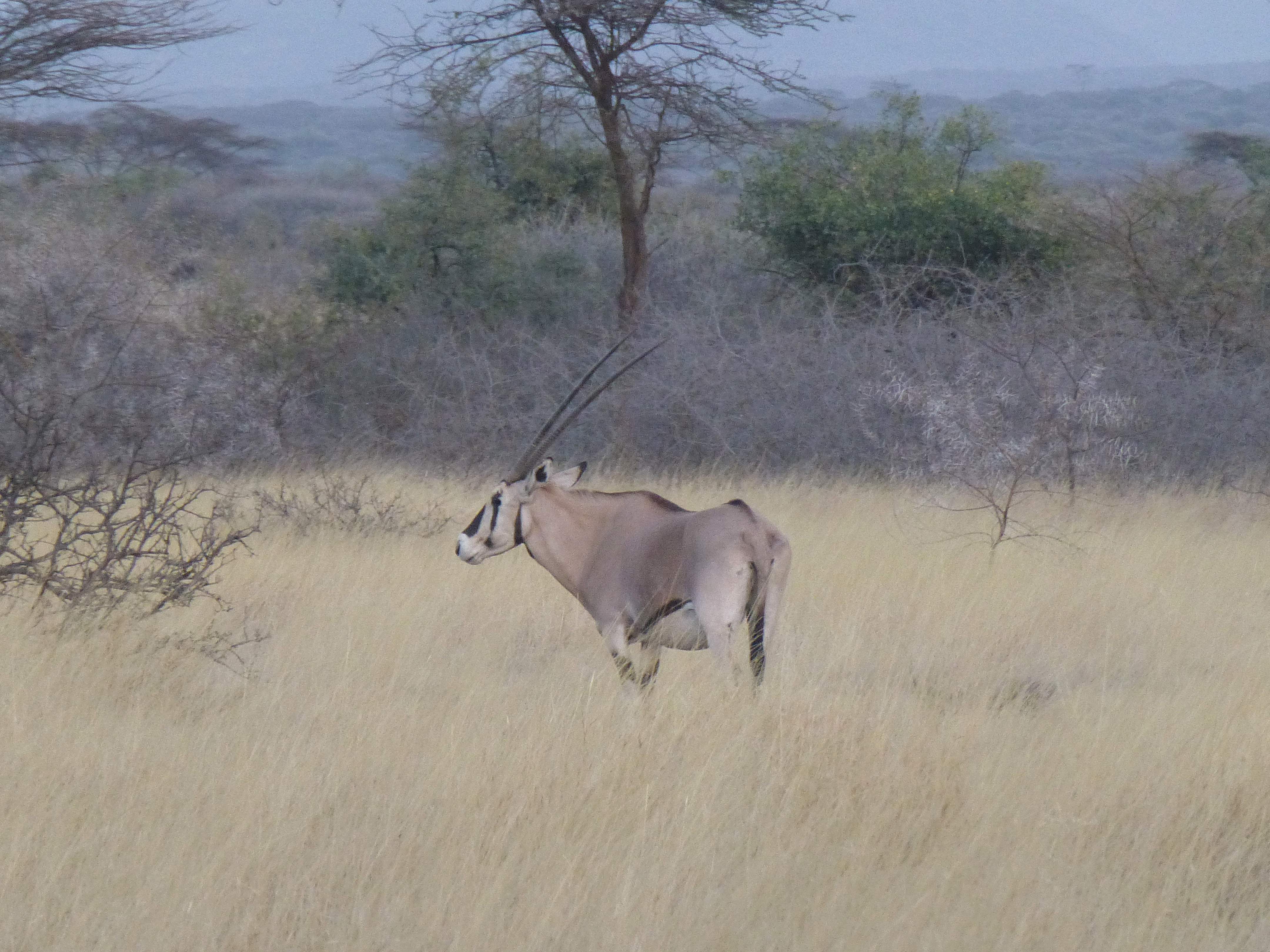
Orice beisa (Oryx beisa) nel parco nazionale dell'Auasc, Etiopia

Il corno d'Africa costituisce un importante centro di endemismo per i mammiferi, in particolare per antilopi quali il dibatag (Ammodorcas clarkei), il beira (Dorcatragus megalotis), il damalisco di Hunter (Beatragus hunteri) e la gazzella di Speke (Gazella spekei). Tra gli endemismi figurano inoltre un gran numero di mammiferi più piccoli, tra cui quattro specie di Gerbillus, una di Microdillus, una crocidura (Crocidura greenwoodi) e il walo (Ammodillus imbellis), un gerbillo presente unicamente in Somalia. Anche il facocero della Somalia (Phacochoerus aethiopicus delamerei) è presente quasi solamente in questa regione.
Tra i 400 e i 1000 damalischi di Hunter (Beatragus hunteri) vivono nelle vicinanze di Bura, ad est del fiume Tana, in Kenya. Il dibatag (Ammodorcas clarkei) è presente solamente in Somalia e nell'Etiopia orientale. Ungulati dalla distribuzione più ampia, ma sempre minacciati di estinzione, sono la gazzella del deserto (Gazella dorcas) e la gazzella di Sömmerring (Nanger soemmerringii). Nel nord dell'Etiopia una piccola popolazione di asino selvatico africano (Equus africanus somalicus) abita nel parco nazionale di Yangudi Rassa, mentre una mandria di zebre di Grévy (Equus grevyi) è presente nella riserva di caccia di Alledeghi. Un numero ridotto di capi dell'alcelafo di Swayne (Alcelaphus buselaphus swaynei), una sottospecie in passato molto diffusa ma attualmente minacciata, vive nel santuario naturale di Senkelle e nel parco nazionale di Nechisar, nella Rift Valley dell'Etiopia. L'orice beisa (Oryx beisa) era diffusa in passato in tutta la Somalia. La caccia eccessiva ha portato alla scomparsa di questa specie da gran parte dell'areale somalo della specie a partire dagli anni '80, ma essa occupa ancora un areale molto esteso in Etiopia; la popolazione più numerosa vive nella valle dell'Awash, nel settore settentrionale dell'omonimo parco nazionale. Nella regione vive anche il gerenuk (Litocranius walleri), specie che occupa un grande areale che si estende verso sud fino al Kenya. I kudù maggiore e minore (Tragelaphus strepsiceros e T. imberbis) possono essere rinvenuti nelle aree di boscaglia ad Acacia-Commiphora nel settore etiope dell'ecoregione. Popolazioni consistenti di kudù minore sono presenti in alcune aree protette etiopi, come i parchi nazionali di Awash, dell'Omo e di Mago. La distribuzione del kudù maggiore entro i confini dell'Etiopia è più discontinua, ma popolazioni piuttosto numerose sono presenti nelle aree di collina dei parchi nazionali di Nechisar, dell'Omo e di Mago.
Elefanti (Loxodonta africana) e bufali (Syncerus caffer) erano un tempo ampiamente diffusi nei settori più umidi di questa ecoregione. Il numero di elefanti è in diminuzione, e ne rimane solamente uno sparuto gruppo di esemplari all'interno delle aree protette. La riserva degli elefanti di Babile in Etiopia venne istituita per proteggere l'unica popolazione conosciuta della sottospecie Loxodonta africana orleansi. Questa sottospecie era presente anche nella riserva naturale di Alifuuto (o Arbowerow), in Somalia, ma è probabilmente sparita dall'area. Leoni (Panthera leo), leopardi (Panthera pardus), ghepardi (Acinonyx jubatus) e iene striate e maculate (Hyaena hyaena e Crocuta crocuta) sono i principali grandi carnivori della regione. Anche il licaone (Lycaon pictus), in pericolo di estinzione, è presente nel settore etiope dell'ecoregione, specialmente nei parchi nazionali di Mago e dell'Omo.
La maggior parte delle specie endemiche di animali e vegetali è associata ad ambienti aridi, ma lungo le sponde dei fiumi Giuba e Uebi Scebeli vivono due uccelli rigorosamente endemici, l'allodola del Degodi (Mirafra gilletti degodiensis) e il bubu di Bulo Burti (Laniarius liberatus). Altri uccelli endemici sono il beccasemi groppagialla (Crithagra xanthopygia), il crombec beccocorto (Sylvietta philippae) e l'allodola di macchia di Sidamo (Heteromirafra sidamoensis), mentre quasi endemici sono il codinero scuro (Oenanthe dubia), la tortora dal collare alibianche (Streptopelia reichenowi), il tessitore di Salvadori (Ploceus dichrocephalus) e il garrulo squamoso (Turdoides squamulata).

## Conservazione
In molte aree, l'ambiente naturale è stato danneggiato dal pascolo eccessivo e dalla raccolta di legna da ardere, specialmente nei pressi di villaggi e città. Il degrado ambientale è divenuto particolarmente forte nelle aree dove sono stati lanciati programmi di irrigazione (come attorno al lago Zway in Etiopia). I grandi mammiferi, inoltre, sono divenuti vittima del bracconaggio e sono spariti da molte aree. Nella regione sorgono numerosi parchi nazionali, ma non sempre godono della protezione adeguata. Tra le aree protette ricordiamo in Etiopia i parchi nazionali di Yangudi Rassa, di Nechisar, di Awash, dell'Omo e di Mago, nonché la riserva naturale di Chew Bahr e il santuario degli elefanti di Babile; in Kenya il parco nazionale di Malka Mari; e in Somalia la riserva naturale di Alifuuto (o di Arbowerow).